# Терны (Сумская область)
Терны (укр. Терни) — посёлок, Терновский поселковый совет, Роменский район, Сумская область, Украина.
Является административным центром Терновского поселкового совета, в который, кроме того, входят сёла Бабаково, Владимировка, Острый Шпиль, Долина, Ковшик, Мазное, Озёрное, Холодное, Малая Череповка, Шматово и Гай.

## Географическое положение
Посёлок городского типа Терны находится на берегу реки Терн в месте впадения в неё рек Биж и Бобрик, выше по течению примыкают сёла Острый Шпиль и Ковшик, ниже по течению примыкает село Долина.

## История
Датой основания поселения считается 1643 год, первые 5 семей были поселены здесь путивльским помещиком Сулешкиным. Во второй половине XVII века, по указу Разрядного приказа, жители села были отписаны на службу к Сумскому полку.
В 1727 году императрица Екатерина I подарила Терны Симону Леонтьевичу Гендрикову, которому в 1742 году был пожалован титул графа. В 1700-х годах владелицей усадьбы графиней Анастасией Васильевной Гендриковой в Тернах был устроен великолепный парк.
В 1777 году имение разделили между наследниками Гендрикова — Дмитриевою-Мамоновой и Щербатовой.
В 1839 году С. А. Щербатов построил близ имения сахарный завод. Последними владельцами графской усадьбы были Борис Сергеевич Щербатов (брат П. С. Уваровой (урождённой Щербатовой)) и его жена княгиня Анна Николаевна (урожденная Бутурлина). В 1919 году усадьба была разграблена и сожжена.
В 1901 году Терны являлись слободой Терновской волости Лебединского уезда Харьковской губернии, здесь действовали сахарный завод, почта и телеграфная станция.
В ходе Великой Отечественной войны с 9 октября 1941 до 6 сентября 1943 года село было оккупировано немецкими войсками.
В 1957 году Терны стали посёлком городского типа.
В 1975 году здесь действовали сахарный завод, кирпичный завод и животноводческий совхоз.
В 1983 году здесь действовали сахарный комбинат, кирпичный завод, производственное отделение Недригайловской сельхозтехники, три общеобразовательных школы, филиал Недригайловской музыкальной школы, больница, поликлиника, два Дома культуры, клуб и три библиотеки.
В январе 1989 года численность населения составляла 4775 человек.
В мае 1995 года Кабинет министров Украины утвердил решение о приватизации находившегося здесь ремонтно-транспортного предприятия, в июле 1995 года было утверждено решение о приватизации сахарного комбината и свеклосовхоза.
На 1 января 2013 года численность населения составляла 3136 человек.

## Экономика
- Молочно-товарные фермы.
- «Терновский свеклосовхоз», ООО.
- Племзавод «Терновский», ООО.
- «Возрождение», ООО.
- «Терновское РТП», ОАО.
- ЧП «Агровосток-Холдинг».
- «Агро-Лада», ООО.

## Объекты социальной сферы

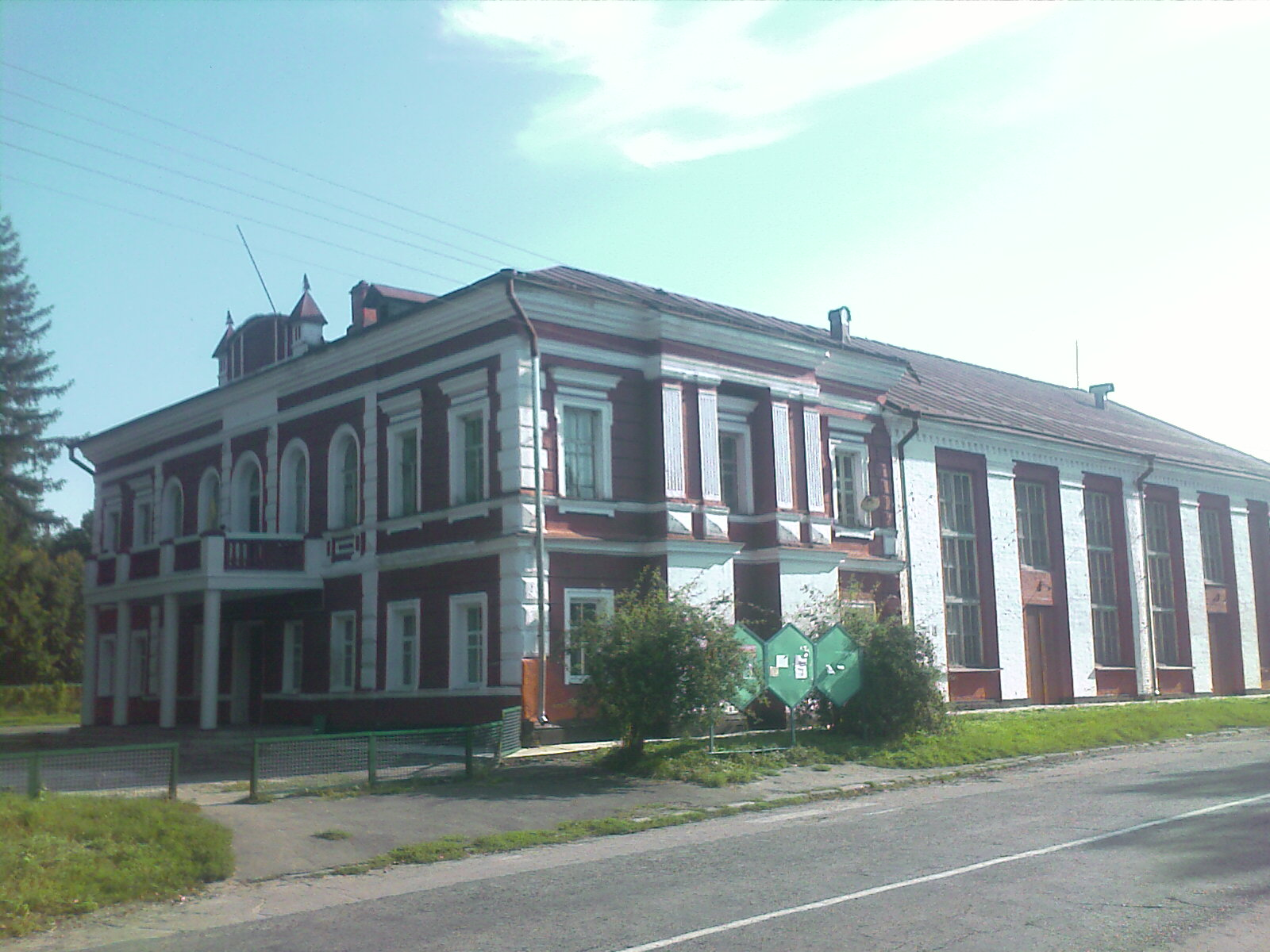
поселковая школа (находится в здании начального училища 1913 года постройки)

- Школа І-ІІI ст.
- Дом культуры.

## Транспорт
Посёлок находится в 29 км от станции Белополье (на железнодорожной линии Ворожба - Сумы).
Через посёлок проходят автомобильные дороги Т-1917 и Т-2504.

## В посёлке родились
- Мищенко, Всеволод Иванович (23.12.1919 — 17.07.2006) — кавалер ордена Славы трёх степеней[10]
- Мокренко, Анатолий Юрьевич (род. 1933) — оперный певец, народный артист СССР (1976).
- Лебедь, Иван Андреевич (1912 – 1978), автослесарь и маляр, отец генерал-лейтенанта Вооружённых Сил России Александра Лебедя.